# 第七次陈江会谈
第七次陈江会谈，大陸作、臺灣作，于2011年10月19日至21日在天津市举行，是台湾海峡交流基金会与中国大陆海峡两岸关系协会之间进行的第七次两岸协商谈判，签署《海峡两岸核电安全合作协议》，公布了关于继续推进两岸投保协议协商和加强两岸产业合作两项共同意见。

## 会谈流程
10月19日中午，海基会代表团抵达天津滨海国际机场，并受到欢迎。陈云林与江丙坤一同参访天津天后宫、古文化街等天津旅游景点，并在天后宫鸣钟祈福。而两会副会长、副董事长级举行了预备性磋商，确认此次会谈议程与内容。20日上午，海协会会长陈云林和海基会董事长江丙坤举行会谈。21日，海基会代表团一行启程返台。

## 签署核电安全协议

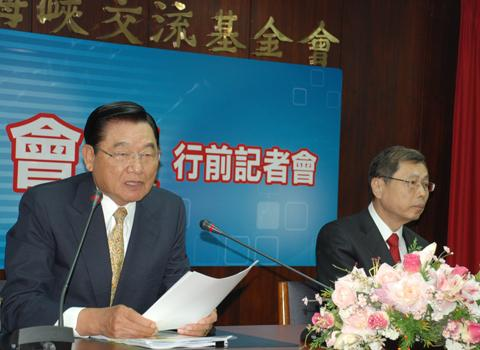
海基会董事长江丙坤和副董事长高孔廉在记者会上

第七次陈江会谈签署了《海峡两岸核电安全合作协议》，协议内容主要包括“提升两岸核能电厂运转安全”，“促进核能电厂安全资讯透明”以及“建立事故紧急通报机制”。海协会会长陈云林表示，希望通过签署协议，达到建立双方核电安全的通报机制、促进双方核电安全机构的合作、加强双方在核电安全监管方面的经验交流的目的。海基会董事长江丙坤表示，两岸都有核电厂，两岸距离接近，有必要建立核电安全合作机制，让人民更为安心。大陆东南和华南地区有一些核电站，有些台湾人担心其安全性，所以关注这个协议。

## 投资保障协议延期
会谈前，颇受外界期待的两岸投资保障协议，因涉及技术性问题，来不及在第七次会谈前完成谈判，故延期签署。
海基会会长江丙坤对此解释说，投保协议涉及面广，专业性强，而且双方内部法规、程序及体制存在差异，需要各自进行内部调整，所以两会同意持续商谈，在下次会谈时签署协议。双方主管机关都各有坚持，过去协商的观光和直航符合共同利益，基本没有争执。“但是进入到投保协议，还有将来的关税减让，货品贸易，服务贸易，就有相争的问题。我们希望能够争取更多对台湾有利的事情，所以会花一点时间。”
海基会副董事长高孔廉也表示，这次不签投保协议是因为“来不及签，也不涉及任何政治因素。”江丙坤指出，现在的两岸关系是60年来最好的。他说：“马总统所主张的，用协商取代对抗，合作创造双赢，可以说开创了两岸和平稳定发展的新局。可以说现在的两岸关系是60年来最和平最有希望的时刻。”

## 民众反应
台湾行政院大陆委员会民调结果显示，超七成台湾民众满意「两岸核电安全合作协议」协商成果，肯定两岸核电安全资讯与经验的交流合作及紧急事故通报机制，有助于保障人民生命财产安全与环境生态。